# .tk
.tk је највиши Интернет домен државних кодова (ccTLD) за Токелау, самоуправну област Новог зеланда.